# Monetäre Finanzinstitute
Als monetäre Finanzinstitute (MFI; englisch monetary financial institutions) werden im Bankwesen des Eurosystems alle an der Geldversorgung der Wirtschaft beteiligten Unternehmen und Institutionen bezeichnet.

## Allgemeines
Zu den MFI gehören alle Institute, deren Betriebszweck darin besteht, das Einlagengeschäft, Kreditgeschäft und/oder Wertpapiergeschäft zu betreiben. Es handelt sich mithin um Institutionen, die vom Publikum Einlagen entgegennehmen, Kredite auf eigene Rechnung anbieten oder Investitionen in Wertpapiere vornehmen. Hierzu zählen alle am Geldversorgungsprozess beteiligten Institute wie die Europäische Zentralbank, die nationalen Zentralbanken (beispielsweise die Deutsche Bundesbank), Kreditinstitute sowie andere MFI wie Bausparkassen und Geldmarktfonds.

## Einteilung
Bei der Ermittlung der Geldmenge ({\displaystyle M0} bis {\displaystyle M3}) wurde bzw. wird folgende Einteilung vorgenommen:
| Sektor             | Sektoreinteilung Bundesbank bis Dezember 1998              | Sektoreinteilung Eurosystem ab Januar 1999                                                                               |
| ------------------ | ---------------------------------------------------------- | --- |
| Bankensektor:      | Deutsche Bundesbank Geschäftsbanken                        | monetäre Finanzinstitute: Deutsche Bundesbank Geschäftsbanken andere Finanzinstitute: Bausparkassen, Geldmarktfonds      |
| Nichtbankensektor: | Nichtbankunternehmen Privathaushalte öffentliche Haushalte | nicht-monetäre Finanzinstitute: Privater Sektor: Privathaushalte und nicht-finanzielle Unternehmen öffentliche Haushalte |

Der Sektor „monetäre Finanzinstitute“ ist der Geldschöpfungssektor.

## Sonstiges
Nach dem Aufsichtsrecht in einzelnen EU-Mitgliedstaaten bedürfen MFIs einer Banklizenz der nationalen Bankenaufsicht. Eine Liste aller zugelassenen MFIs im Euroraum wird von der Europäischen Zentralbank – die selbst ein monetäres Finanzinstitut ist – veröffentlicht.